# Pseudostigmidium confusum
Pseudostigmidium confusum är en svampart som beskrevs av Etayo 2008. Pseudostigmidium confusum ingår i släktet Pseudostigmidium och familjen Mycosphaerellaceae.   Inga underarter finns listade i Catalogue of Life.